# Parque Longines Malinowski

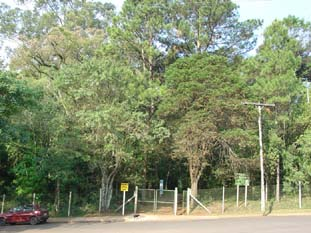
Entrada principal do parque.

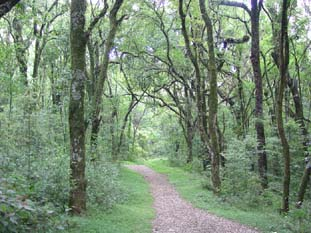
Trilha no interior do parque municipal.

O Parque Longines Malinowski está situado no município brasileiro de Erechim, no estado do Rio Grande do Sul. Localiza-se no perímetro urbano, próximo ao centro antigo.

## História
A área foi doada pelo estado ao município de Erechim, através da Lei 267 de 9 de agosto de 1948, com o intuito de criar um parque municipal. O nome é uma homenagem ao professor, desenhista, agrimensor e funcionário da Comissão de Terras, Longines Malinowski, que planejou o parque e lá plantou cerca de mil espécies recolhidas em muitos recantos do país.
No início, potreiro da Comissão de Terras, hoje o parque de 24 hectares, caracterizava-se por apresentar fragmentos de mata com araucária, sendo uma das vegetações típicas da região do Alto Uruguai.
Erroneamente, muitas pessoas pensam que o parque é uma reserva natural de Mata Atlântica intocada.
O problema é que no inocente intuito de gerar uma reserva florestal, e também pela falta de conhecimento científico na época, muitas das espécies plantadas que foram recolhidas pelo país, eram espécies exóticas que hoje competem e sufocam as espécies nativas. Pra resolver tal problema ambiental, o departamento de Biologia da Universidade local, fez um estudo minucioso e concluiu que havia a necessidade de um manejo, a fim de que as espécies exóticas sejam retiradas. Aliado a isso, o parque desenvolveu uma mata fechada, que por muitas vezes serviu de esconderijo para usuário de drogas, bandidos fugitivos do presídio que fica em frente ao parque, abrigo de indigentes e por muitas vezes palco de assassinatos e desova de cadáveres.
Em 2015, a prefeitura de Erechim, realiza a obra de manejo, visando corrigir o problema ambiental e gerar mais segurança ao frequentadores do parque.